# Sertaç Şanlı
Sertaç Şanlı (Edirne, 5 de agosto de 1991) é um basquetebolista profissional turco com carreira no basquetebol de seu país e que firmou contrato para defender as cores do Fenerbahçe na EuroLiga e BSL (Turquia). O atleta que atua na posição Pivô mede 2,13 m e pesa 115 kg, também tem sucessivas convocações para a seleção turca, dentre as quais destacam-se as suas participações no EuroBasket 2017 e Copa do Mundo de 2019.

## Títulos e honrarias
Anadolu Efes
- Campeão da Euroliga: 2020-21, 2024-25
- 2x Campeão da Basketbol Süper Ligi (BSL) 2018-19, 2020-21
- 2x Copa do Presidente: 2018, 2019

## Ligações Externas
- Sertaç Şanlı no Instagram
- Sertaç Şanlı no X